# Cantón de Poissy-Sur
El cantón de Poissy-Sur era una división administrativa francesa, que estaba situada en el departamento de Yvelines y la región de Isla de Francia.

## Composición
El cantón estaba formado por cinco comunas, más una fracción de la comuna que le daba su nombre:
- Crespières
- Davron
- Les Alluets-le-Roi
- Morainvilliers
- Orgeval
- Poissy (fracción)

## Supresión del cantón de Poissy-Sur
En aplicación del Decreto nº 2014-214 de 21 de febrero de 2014, el cantón de Poissy-Sur fue suprimido el 22 de marzo de 2015 y sus 6 comunas pasaron a formar parte; cinco del nuevo cantón de Verneuil-sur-Seine y su fracción de comuna se unió a la otra fracción para formar el nuevo cantón de Poissy.